# Prvi koncil v Konstantinoplu
Prvi koncil v Konstantinoplu je potekal leta 381 v Konstantinoplu. Na koncilu so dopolnili nicejsko veroizpoved. Dopolnjena oblika je znana kot nicejsko-carigrajska veroizpoved.

## Potek
Da bi utrdil versko edinost v Cerkvi, je cesar Teodozij Veliki sklical vesoljni cerkveni zbor v Carigradu 381. Pod predsedovanjem Gregorja Nazianškega so obsodili celo vrsto herezij: evnomianizem, sabelijanizem, focijanizem in apolinarijanizem. Potrdili so sklepe I. nicejskega koncila in poudarili božanstvo Svetega Duha. Obrazec veroizpovedi, ki ga je sprejel Prvi carigrajski koncil (drugi vesoljni cerkveni zbor), nicejsko-carigrajska veroizpoved, je še danes skupen vsemu Zahodu in tudi ločenim Cerkvam Vzhoda. V katoliški Cerkvi je vključen v sveto mašo. 
Ko pa je prevzel predsedstvo zbora Nektarij, so sprejeli 2. kanon, po katerem je „carigrajski škof po imenitnosti takoj za rimskim, kajti Carigrad je novi Rim.” Tega kanona papež ni potrdil, saj si mu ga niso upali poslati v podpis.

## Krščanska veroizpoved
Nicejsko-carigrajska veroizpoved je še danes ena od temeljnih krščanskih molitev. Vernikom jo je predložil Prvi carigrajski koncil, ki je tudi prepovedal samovoljno spreminjanje te veroizpovedne molitve. Drugi vatikanski koncil (1962-1965) je določil, da to veroizpoved tudi nadalje stoje molijo katoličani vsako nedeljo in zapovedan praznik kot znamenje ekumenske povezanosti z drugimi kristjani.